# Superantigene
I superantigeni sono particolari molecole di natura peptidica o oligo-proteica in grado di stimolare direttamente una risposta massiccia ed eccessiva da parte del sistema immunitario.

## Natura e produzione dei superantigeni
Nella patologia umana sono particolarmente noti i superantigeni prodotti da batteri, come la tossina-1 della sindrome da shock tossico (TSST-1) prodotta dallo Staphylococcus aureus o come la esotossina pirogena prodotta da Streptococcus pyogenes. Anche il virus della rabbia e il virus EBV, sono in grado di interagire direttamente con i linfociti T, analogamente ai superantigeni.

## Meccanismo d'azione
Differentemente dagli altri antigeni, i superantigeni sono riconosciuti dai linfociti T senza essere processati in peptidi ed esposti con le MHC-II.
La particolare conformazione chimica dei superantigeni permette il loro legame con le regioni invarianti del recettore delle cellule T e con gli MHC-II espressi dalle cellule presentanti l'antigene. La cascata delle chinasi intracellulare conseguente innesca l'attivazione massiccia dei linfociti T, con produzione di citochine e connessa sintomatologia da sindrome da risposta infiammatoria sistemica (SIRS); inoltre, i superantigeni, sopprimono la risposta immunitaria adattiva, contribuendo allo sviluppo e alla permanenza delle infezioni sostenute da batteri e virus.
Un superantigene può stimolare dal 2 al 20% di tutta la popolazione di linfociti T presenti.